# ホームレス・ワールドカップ

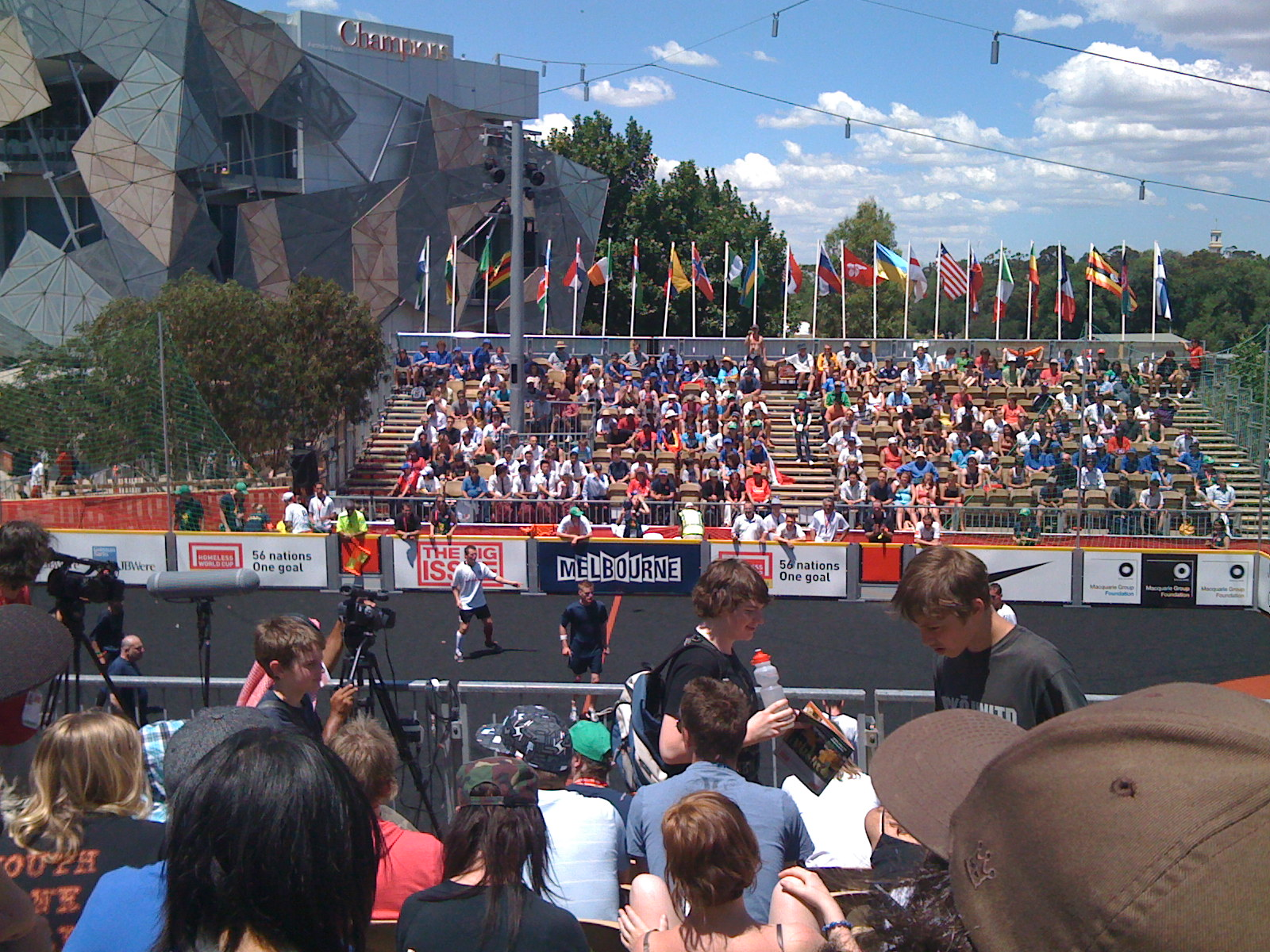
2008年メルボルン大会

ホームレス・ワールドカップ(Homeless World Cup)は、ホームレスによるサッカーの世界大会。2003年から毎年開催されている。

## ルール

### 選手資格
参加選手は以下の基準を満たしている必要がある。
- 男性または女性であり、大会開催時に16歳以上である。
- 過去に行われたホームレス・ワールドカップへの出場経験がない。
- 大会開催前年にどこかでホームレス生活をしている（ホームレスの定義は自国内の基準による）
- 主な収入の手段が路上での雑誌販売である。
- 現在、政治的亡命要求者であるが、要求者としての明確な身分がない。または、過去に政治的亡命要求者であったが、過去1年間に居住身分を得た。
- 現在、ドラッグ依存症またはアルコール依存症からの更生途中にあり、また、過去2年間にどこかでホームレス生活をしていた。

### 試合形式
一度にピッチに立てるのは最大4人であり、フィールドプレーヤーが3人、ゴールキーパーが1人である。控え選手は4人までであり、自由な選手交代が許されている。
勝利チームには勝ち点3が、敗北チームには勝ち点0が与えられる。試合が引き分けに終わった場合はサドンデスのPK戦を行い、PK戦の勝利チームには勝ち点3が、PK戦の敗北チームには勝ち点1が与えられる。試合は前後半7分ハーフタイム1分の計15分で行われる。フィールドは縦22m×横16mである。

## ドキュメンタリー
『Hors-Jeu Carton rouge contre l’exclusion』
2011年のパリ大会を主構成要素とし、ホームレス・ワールドカップに向けた1年間の取り組みと5ヶ国のナショナル・パートナー（日本・アルゼンチン・パレスチナ・フランス・ケニア）に焦点を当てた、フランスのテレビ局Canal+による90分のテレビドキュメンタリーである。Jérôme MignardとThomas Rischが監督を務め、2011年10月9日にフランスで放映された。
『キッキング・イット』(Kicking It)
スーザン・コッホとジェフ・ワーナーが監督を務めた『キッキング・イット』（原題 : Kicking It、邦題 : ホームレス・ワールドカップ）というドキュメンタリー映画は2006年大会を対象とし、試合に出場する7人のホームレスの経験に着目している。俳優のコリン・ファレルがナレーションを務めた。2008年1月にサンダンス映画祭でプレミア上映され、リベレーション・エンタテインメント、ネットフリックス、ESPNによって配給された。
『NO GOAL』
野武士ジャパンの活動を題材にした舞台。「劇団・青春事情」が演じる。2013年7月、下北沢駅前劇場で開演された。

## 歴代大会結果

### 男子
| 年   | 開催地           | 決勝           | 決勝     | 決勝                     | 3位決定戦    | 3位決定戦    | 3位決定戦      |    |
| 年   | 開催地           | 優勝           | スコア   | 準優勝                   | 3位          | スコア       | 4位            |    |
| ---- | ---------------- | -------------- | -------- | ------------------------ | ------------ | ------------ | -------------- | -- |
| 2003 | グラーツ         | オーストリア   | 2-1      | イングランド             | オランダ     | 11-5         | ブラジル       |    |
| 2004 | ヨーテボリ       | イタリア       | 4-0      | オーストリア             | ポーランド   | 7-4          | スコットランド |    |
| 2005 | エディンバラ     | イタリア       | 9-3      | ポーランド               | ウクライナ   | 11-5         | スコットランド |    |
| 2006 | ケープタウン     | ロシア         | 1-0      | カザフスタン             | ポーランド   | 3-1          | メキシコ       |    |
| 2007 | コペンハーゲン   | スコットランド | 9-3      | ポーランド               | リベリア     | 11-5         | デンマーク     |    |
| 2008 | メルボルン       | アフガニスタン | 5-4      | ロシア                   | ガーナ       | 6-4          | スコットランド |    |
| 2009 | ミラノ           | ウクライナ     | 5-4      | ポルトガル               | ブラジル     | 3-2          | ナイジェリア   |    |
| 2010 | リオデジャネイロ | ブラジル       | 6-0      | チリ                     | メキシコ     | 4-4 (PK 1-0) | ポルトガル     |    |
| 2011 | パリ             | スコットランド | 4-3      | メキシコ                 | ブラジル     | 7-1          | ケニア         |    |
| 2012 | メキシコシティ   | チリ           | 8-5      | メキシコ                 | ブラジル     | 6-2          | インドネシア   |    |
| 2013 | ポズナン         | ブラジル       | 3-3 (PK) | メキシコ                 | ロシア       | 6-6 (PK)     | チリ           |    |
| 2014 | サンティアゴ     | チリ           | 5-2      | ボスニア・ヘルツェゴビナ | ポーランド   | 6-6 (PK)     | ブラジル       |    |
| 2015 | アムステルダム   | メキシコ       | 5-2      | ウクライナ               | ポルトガル   | 5-5 (PK)     | ブラジル       |    |
| 2016 | グラスゴー       | メキシコ       | 6-1      | ブラジル                 | ロシア       | 3-1          | チリ           |    |
| 2017 | オスロ           | · ブラジル     | 4-3      | · メキシコ               | · ロシア     | 5-3          | · チリ         |    |
| 2018 | メキシコシティ   | · メキシコ     | 6-3      | · チリ                   | · ハンガリー | 6-5          | · ポルトガル   | 40 |
| 2019 | カーディフ       | · メキシコ     | 5–1      | · チリ                   | · ロシア     |              |                |    |
| 2023 | サクラメント     | · チリ         | 5–3      | · メキシコ               | · ブラジル   | 7–5          | · ポルトガル   |    |
| 2024 | ソウル特別市     | メキシコ       | 6–5      | イングランド             | · リトアニア | 2-1          | · インドネシア |    |
| 2025 | オスロ           |                |          |                          |              |              |                |    |

### 女子
| 2010 | リオデジャネイロ | ブラジル | メキシコ   | ハイチ     |  |  |
| 2011 | パリ             | ケニア   | メキシコ   | ブラジル   |  |  |
| 2012 | メキシコシティ   | メキシコ | ブラジル   | チリ       |  |  |
| 2013 | ポズナン         | メキシコ | チリ       | ハンガリー |  |  |
| 2014 | サンティアゴ     | チリ     | メキシコ   | ブラジル   |  |  |
| 2015 | アムステルダム   | メキシコ | チリ       | ノルウェー |  |  |
| 2016 | グラスゴー       | メキシコ | キルギス   | チリ       |  |  |
| 2017 | オスロ           | メキシコ | チリ       | ケニア     |  |  |
| 2018 | メキシコシティ   | メキシコ | コロンビア | チリ       |  |  |
| 2019 | カーディフ       | メキシコ | ペルー     |            |  |  |
| 2023 | サクラメント     | メキシコ | チリ       | ルーマニア |  |  |
| 2024 | ソウル特別市     | メキシコ | ルーマニア | ポーランド |  |  |
| 2025 | オスロ           |          |            |            |  |  |